# Пирвели-Маиси (Кедский муниципалитет)
Пирвели-Маиси (груз. პირველი მაისი) — село в Кедском муниципалитете Грузии.

## География
Село находится на правом берегу реки Аджарисцкали, на расстоянии в 6 километрах от посёлка городского типа Кеда, административного центра муниципалитета, и в 36 километрах от города Батуми. Абсолютная высота — 340 метров над уровнем моря.

## Население
По данным переписи населения 2014 года, в селе проживает 525 человек.
| Год  | Население | Мужчины | Женщины |
| ---- | --------- | ------- | ------- |
| 2002 | 618       | 308     | 310     |
| 2014 | ↘525      | 262     | 263     |